# Cellitinnenkloster Düsseldorf
Das Cellitinnenkloster gehört zu den historischen Klöstern der Stadt Düsseldorf. Die Ordensschwestern gehörten zur Ordensfamilie der Celliten und widmeten sich der Krankenpflege.

## Geschichte

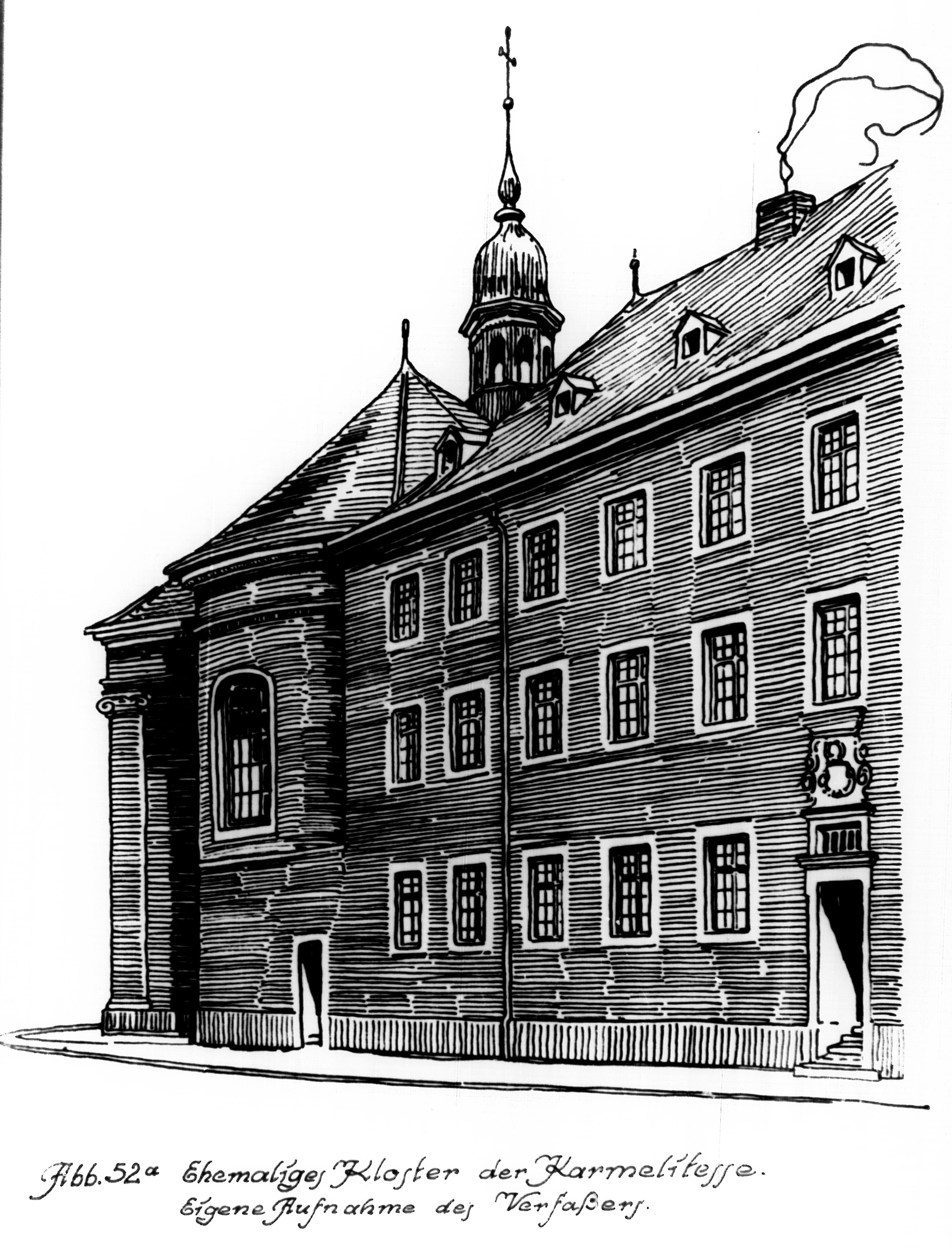
Ehemaliges Kloster der Karmelitessen, Altestadt

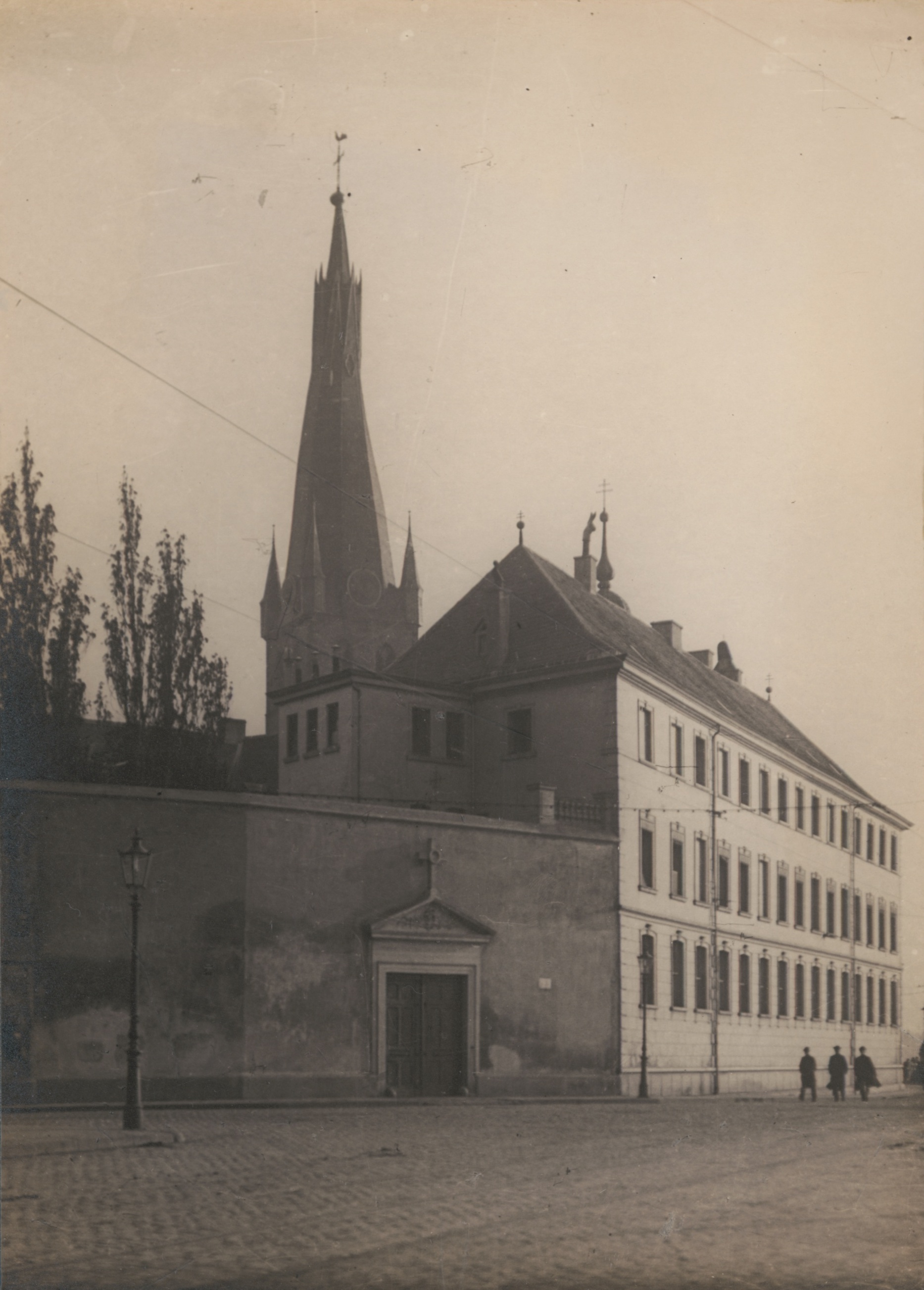
Altes Karmelitessen-Krankenhaus, Tor an der Ritterstraße/Rheinufer

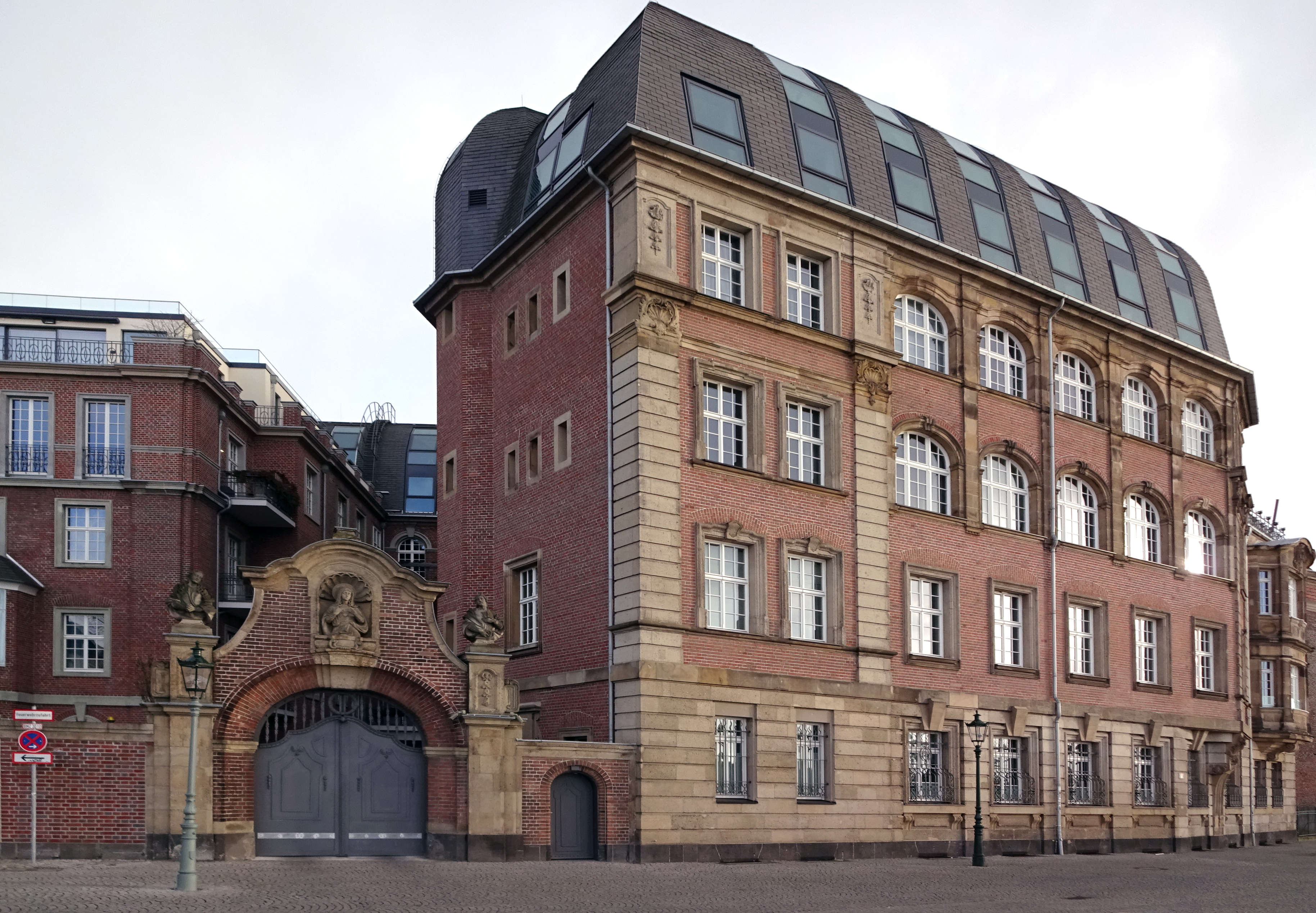
Ehemaliges Theresienhospital, heute Wohnanlage Schloss-Residenz

1650 waren sechs Cellitinnen aus der Antonsgasse in Köln nach Düsseldorf gezogen, um dort ab dem 20. September 1651 die Pest zu bekämpfen. 1699 hatten sie ihr Kloster erweitert und eine Kapelle erbaut und bis 1736 alle Gebäudeteile vollendet. Das Kloster wurde der Heiligen Elisabeth von Thüringen geweiht. Zählten sie im Jahre 1750 noch zwölf Schwestern, so war die Mitgliederzahl bis zum Jahre 1800 auf 15 Schwestern angewachsen.
Bisher in der häuslichen Krankenpflege tätig, fügten sie ihrem Kloster 1805 ein Hospital hinzu, wodurch sie der Säkularisation entgehen konnten. Im selben Jahr erhielten sie neue Statuten, welche die Mitgliederzahl des Konventes auf zehn begrenzten. Gleichzeitig wurde ihnen eine ihrem Stande gemäße schlichte weltliche Kleidung beim Pflegedienst zugestanden, und die Oberin wurde durch den kurfürstlichen Geheimen Rat des Herzogtums Berg auf drei Jahre bestellt. Die Gelübde der Armut, Keuschheit und Gehorsam blieben auf fünf Jahre beschränkt. Vom Pflegegeld sollte die pflegende Schwester einen kleinen Teil behalten, den Rest jedoch an die Klosterkasse abführen. Ihre Verpflegung sollten die Schwestern an einem gemeinsamen Tisch erhalten. Für die Beschaffung von Wäsche, Schuhen und Bekleidung bekam jede Schwester jährlich fünf Taler, alles übrige musste sie aus ihrem persönlichen Anteil am Pflegegeld bestreiten.
1808 zählte die Gemeinschaft, welche unter Missstimmigkeiten und kleinlichen Auseinandersetzungen litt, zwölf Schwestern, von denen die wenigsten noch im Pflegedienst beschäftigt werden konnten. Der Staat, dem der Konvent in finanzieller Hinsicht vollkommen ausgeliefert war, zahlte jeder Schwester ein Gehalt von 100 Talern. Bis zur Wiedererrichtung des Erzbistums Köln im Jahre 1825 nahm keine geistliche Behörde irgendeinen Einfluss auf das Kloster, dessen Kommissar, der gleichzeitig auch der Hausgeistliche sein sollte, ein reiner Staatsbeamter war, und dessen Stelle im Amtsblatt der Regierung ausgeschrieben wurde. Obwohl 1827 von den zehn Schwestern (ihre Zahl sollte sich später bei neun einpendeln) drei altersschwach und vier alt und nur im Tagesdienst tätig waren, baten sie 1830 die königliche Regierung in Berlin um die Überlassung des ehemaligen Karmelitinnenklosters bei St. Lambertus, wo sie eine Heilanstalt einrichten wollten.
Schon am 1. Januar des kommenden Jahres wurden ihnen per Kabinettsorder Kirche, Gebäude und Kapitalvermögen des ehemaligen Karmelklosters übertragen, wofür sie ihren bisherigen Besitz an der Hunsrückenstraße abtraten. Sich nun Barmherzige Schwestern nennend, siedelten am 24. Oktober die letzten von ihnen in das neue Kloster in der Altestadt über, wo sie bereits im folgenden Jahr ihre ersten Kranken aufnahmen. 1841 war das Haus, Theresienhospital benannt nach der Unbeschuhten Karmelitin Theresia von Ávila, mit nicht weniger als 241 Betten belegt. Auch wenn 1839 noch eine Schwester in das Viersener Krankenhaus entsandt wurde, so nahte doch das Ende der Gemeinschaft, deren Oberin, Schwester Adelheid Loose, noch im selben Jahre verstarb. Schon bald brach eine Krise aus, welcher die Schwestern nicht mehr Herr werden konnten.
Am 29. Januar 1840 wählte die Gemeinschaft entgegen den Vorschriften von 1805 eine Oberin, und nach dem Tode des Klosterkommissars ernannte der Generalvikar, ebenfalls gegen die genannten Vorschriften, auf Bitten der Schwestern einen neuen Kommissar. 1841 im Kloster mit neun Schwestern, zwei Novizinnen und sechs Aspirantinnen wirkend, gab ihnen der Erzbischof von Köln, unter Umgehung der staatlichen Behörden, 1843 neue Statuten. Die Behörden erteilten im Nachhinein die Genehmigung zu diesen und stellten die Schwesternzahl frei, beanspruchten aber auch weiterhin, vor jeder Profess um Erlaubnis gefragt zu werden. Im Folgejahr wurden Schwester Johanna Etienne und Schwester Franziska in das Neusser Bürgerhospital entsandt, welches sich bereits 1846 mit erzbischöflicher Genehmigung verselbständigte. In diesem Jahr nahmen die Zerwürfnisse innerhalb der Gemeinschaft stark zu, die Führung der Oberin, welche als „anspruchs- und leidenschaftslos“ bezeichnet wurde, war nur schwach. Diese missliche Lage und die geringen Chancen, in die Klostergemeinschaft aufgenommen zu werden, ließen schließlich die besten Aspirantinnen resignieren. Im Sommer traten einige von ihnen in die Kongregation der Töchter vom heiligen Kreuz zu Lüttich ein, so dass das Generalvikariat die Aufnahme neuer Schwestern untersagte und weitere Austritte die Gemeinschaft schwächten.
Von Jahr zu Jahr häuften sich die Hinweise auf einen unablässigen Niedergang. Ein Zeuge bezeichnete die Zustände als katastrophal. Die Schwestern wurden kaum noch zur Krankenpflege in die Häuser berufen, die Spenden gingen spürbar zurück, und der Arbeit im Hospital war die geringe Schwesternzahl auch nicht mehr gewachsen. Da die Schwestern kaum zu inneren Reformen bereit waren und sich auch keine qualifizierte Leiterin unter ihnen, die ihren Nachwuchs wohl weitestgehend aus dem Stand der Dienstmägde bezogen, befand, wurde seit 1850 nach einer Gemeinschaft zur Übernahme der Pflege gesucht. In einer Verhandlung mit dem Domkapitular Trost, am 24. Juli 1851, überrumpelte dieser die Schwestern dermaßen, dass sie zu Protokoll gaben, zu einer ordnungsgemäßen Führung des Hauses nicht mehr in der Lage zu sein. Sie legten alle erforderlichen Maßnahmen in die Hände des Erzbischofs und erklärten sich bereits im Voraus mit seinen Anordnungen einverstanden. Mit ihrer Unterschrift besiegelten die sieben Schwestern dann unwiderruflich den Untergang ihrer Gemeinschaft. Als sie sich jedoch über die Konsequenzen ihres Schrittes bewusst geworden waren, baten sie die Schwestern im Kölner Bürgerhospital um Unterstützung.
Die Gemeinschaften wollten sich vereinigen und in Düsseldorf ihr Mutterhaus einrichten. Der Bischof sah sich jedoch an die den Lütticher Schwestern bereits gegebene Zusage gebunden und verwarf diesen letzten Rettungsversuch. 1852 wurde die nicht mehr lebensfähige Gemeinschaft in der Pflege durch die Schwestern vom heiligen Kreuz ersetzt, behielt jedoch die Trägerschaft des Institutes bei. Während Schwester Émilie Schneider mit dem Titel „Frau Oberin“ die Leitung übernahm, behielt Schwester Elisabeth von den Cellitinnen den Titel „Mutter“. Fünf Jahre später lebten in dem Haus drei Cellitinnen neben zwölf Kreuzschwestern, und die Filiale in Viersen, in welcher sich einzig Schwester Maria befand, schloss sich den Schwestern in Neuss an. Da die drei noch lebenden Schwestern in ihrer Verbitterung kaum bereit waren, ihr Eigentum an die Kreuzschwestern zu übergeben, erwirkte der Erzbischof am 26. September 1859 einen Regierungsbeschluss, welcher es den Kreuzschwestern ermöglichte, in die Rechtsnachfolge der Cellitinnen zu treten.